# Elden Ring
Elden Ring ist ein 2022 veröffentlichtes Open-World-Action-Rollenspiel des japanischen Studios FromSoftware.
Das Computerspiel entstand aus dem Wunsch des leitenden Entwicklers Hidetaka Miyazaki, mit dem durch die Fantasy-Saga Das Lied von Eis und Feuer bekannt gewordenen George R. R. Martin ein Videospiel zu entwerfen, bei dem der Schriftsteller für die Hintergrundgeschichte und Mythologie verantwortlich zeichnet.
Der Titel wurde überaus positiv von der Computerspielpresse aufgenommen und verkaufte sich innerhalb eines Jahres über 20 Millionen Mal.

## Handlung
Die Handlung spielt in der fiktiven Welt, den Zwischenlanden, deren Realität vom Elden Ring bestimmt wird. Eine Art Gottheit namens „Höherer Wille“ übergab Marika den Elden Ring, damit sie fortan als Gefäß für diesen diene. Damit stieg Marika zur Göttin auf, wurde fortan Königin Marika genannt und herrschte über die Zwischenlande.
Königin Marika nahm den Krieger Godfrey zu ihrem Gemahl, er wurde damit zum ersten Eldenfürsten, bis Königin Marika ihn verstieß und ihn und seine Truppen ins Exil schickte, fortan wurden sie die „Befleckten“ genannt. Eines Nachts wurde die Rune des Todes gestohlen, um damit den erstgeborenen Sohn von Marika und Godfrey, Godwin den Goldenen, zu ermorden. Kurz nach dem Tod des Sohnes zerstörte Königin Marika den Elden Ring und verschwand daraufhin.
Der anschließende Krieg der Halbgötter um die Bruchstücke des Elden Rings, die „Goldenen Runen“, brachte keinen neuen Eldenfürsten hervor. Nachdem Spieler als „Befleckte“ jedoch ihre Ehre wiedererlangt haben, bestimmen sie, wie es mit den Zwischenlanden weitergeht. Die Spieler haben die Möglichkeit, die „Goldenen Runen“ zu finden und zum neuen Eldenfürsten zu werden.

## Spielprinzip
Elden Ring ist ein Action-Rollenspiel, das in der Third-Person-Perspektive gespielt wird, wobei sich das Gameplay auf Kampf und Erkundung konzentriert. Es enthält Elemente, die denen anderer von FromSoftware entwickelter Spiele wie der Dark-Souls-Serie und Bloodborne ähneln.
Im gesamten Spiel treffen die Spieler auf Nicht-Spieler-Charaktere und Feinde, einschließlich der Halbgötter, die jedes Hauptgebiet beherrschen und als Hauptbosse des Spiels dienen. Abgesehen von den Gebieten der offenen Welt bietet Elden Ring auch versteckte Verliese, wie Katakomben, Tunnel und Höhlen, in denen die Spieler gegen Bosse kämpfen und hilfreiche Gegenstände sammeln können. Der Spieler wählt zu Beginn des Spiels eine Charakterklasse, die seine Anfangszauber, Ausrüstung und Attribute bestimmt. Zaubersprüche in Elden Ring ermöglichen es dem Spieler, seine eigenen Waffen zu verbessern, Feinde aus der Ferne zu bekämpfen und verlorene Trefferpunkte wiederherzustellen.
Der Spieler kann sich eine begrenzte Anzahl dieser Zaubersprüche merken, die mit einem Stab oder einem Gegenstand mit Heiligem Siegel gewirkt werden können. Nach dem Tod landet der Spieler wieder an der letzten Gnadenstätte, mit der er interagiert hat. Um ihre Attribute an den Stätten der Gnade zu erhöhen, muss der Spieler Runen ausgeben, eine Ingame-Währung, die er durch das Besiegen von Gegnern erhält. Wenn der Spieler in Elden Ring stirbt, verliert er alle gesammelten Runen am Ort des Todes, und wenn er erneut stirbt, bevor er die Runen wiedergefunden hat, sind sie für immer verloren.

## Entwicklung
Regisseur Hidetaka Miyazaki wollte ein Spiel mit offener Welt schaffen und sah Elden Ring als mechanische Weiterentwicklung von Dark Souls an. Das Spiel sollte im Vergleich zu den engen Dungeons der früheren FromSoftware-Spiele eine weitläufige Umgebung bieten, wobei Miyazaki hoffte, dass der größere Maßstab der Erkundung mehr Freiheit und Tiefe verleihen würde. Miyazaki, der ein Fan von Martins Werken ist, hoffte, dass Martins Beiträge zu einer zugänglicheren Erzählung führen würden als die früheren Spiele des Studios. Miyazaki blieb federführender Autor für die Haupthandlung des Spiels, gab Martin jedoch die kreative Freiheit, über Ereignisse zu schreiben, die vor der Haupthandlung stattgefunden hatten.
Miyazaki verglich diesen Prozess mit der Verwendung eines „Dungeon Master’s Handbook in einem Tabletop-Rollenspiel“. Wie bei vielen früheren Spielen von FromSoftware war die Geschichte so konzipiert, dass sie nicht eindeutig erklärt wurde. Miyazaki sagte, dass es ihm Spaß gemacht habe, die NSCs detaillierter zu schreiben, da sie seiner Meinung nach fesselnder waren als in seinen früheren Werken.
Miyazaki, Designer der erfolgreichen Dark-Souls-Videospielserie und Fan von George Martins Werken, kontaktierte diesen nach der Veröffentlichung von Dark Souls III mit dem Vorschlag einer Zusammenarbeit. Miyazaki beschrieb, welche Themen, Ideen und spielbezogenen Aspekte er sich für Elden Ring vorgestellt hatte, und gab Martin die kreative Freiheit, sowohl die Welt als auch die Hintergrundgeschichte zu schreiben, auf der die Handlung im Spiel aufbauen soll.
Wie bei den vorherigen Titeln des Studios wie Dark Souls oder Bloodborne ist Elden Ring ebenfalls im Dark-Fantasy-Genre angesiedelt. Auf der E3 2019 wurde angekündigt, dass der Spieler zu Spielbeginn einen eigenen Charakter erstellen könne, den er in Third-Person-Perspektive steuern würde. Auch Reitmöglichkeiten bzw. der Kampf zu Pferde waren Bestandteil der Ankündigung.
Die Entwicklung von Elden Ring begann Anfang 2017 nach der Veröffentlichung von The Ringed City, einem DLC für Dark Souls III. Wie bei Miyazakis Souls-Spielen wird Elden Ring den Spielern die Möglichkeit bieten, ihre eigenen Charaktere zu erschaffen, anstatt als fester Protagonist zu spielen. Miyazaki betrachtete Elden Ring auch als eine „natürlichere Evolution“ der Souls-Serie, da das Spiel im Vergleich zu ihnen viel größer ist und eine offene Welt mit neuen Spielmechaniken wie Reiten und Kämpfen bietet. Im Gegensatz zu vielen anderen Spielen mit offener Welt weist Elden Ring jedoch keine bevölkerten Städte mit Nicht-Spieler-Charakteren auf, sondern stattdessen zahlreiche kerkerartige Ruinen und Dungeons.

## Elden Ring: Shadow of the Erdtree
Elden Ring: Shadow of the Erdtree ist eine Erweiterung des Action-Rollenspiels Elden Ring, entwickelt von FromSoftware und veröffentlicht von Bandai Namco Entertainment. Das Hauptspiel, Elden Ring, wurde am 25. Februar 2022 veröffentlicht und erlangte rasch enorme Beliebtheit und Anerkennung sowohl bei Kritikern als auch bei Spielern. Die Erweiterung Shadow of the Erdtree wurde erstmals am 28. Februar 2023 angekündigt und erschien am 21. Juni 2024. Die Erweiterung wurde ebenso wie bereits das Hauptspiel von Kritikern und Spielern äußerst positiv aufgenommen.

## Manga-Adaption
Ein Gag-Manga zum Videospiel startete am 4. September 2022 im Online-Magazin ComicWalker. Die Serie mit dem Titel Elden Ring: Ōgonki e no Michi (ELDEN RING 黄金樹への道) wird geschrieben und gezeichnet von Nikiichi Tobita. Der Verlag Kadokawa Shoten bringt den Manga gesammelt in bisher acht Bänden heraus. Eine deutsche Fassung mit dem Titel Elden Ring – Der Weg zum Erdenbaum erscheint seit April 2023 in bislang sieben Bänden bei Altraverse in einer Übersetzung von Lasse Christian Christiansen (Stand Juni 2025). Ebenfalls bei Altraverse erschienen bisher zwei Artbooks. Yen Press bringt eine englische Version heraus.
Auf der Website Tatesc Comics startete im März 2024 eine Adaption als Webcomic von den Künstlern 21g und Hand Punch. Die Serie unter dem Titel Elden Ring – Become Lord wurde noch im gleichen Jahr abgeschlossen und von Kadokawa in zwei Sammelbänden gedruckt veröffentlicht. Eine deutsche Fassung erscheint bei Altraverse seit Mai 2025 mit bisher einem Band.

## Rezeption

### Pressestimmen
Elden Ring wurde laut Metacritic mit „universeller Begeisterung“ von Kritikern aufgenommen. Die Rezensionsdatenbank aggregierte Gesamtwertungen für jeweils die PC-, PlayStation-5- und Xbox-Series-Version von 94, 96 und 96 aus je 100 Punkten auf Grundlage von über 150 Urteilen der Presse. Damit sei das Action-Rollenspiel ein „Must-Play“. OpenCritic ermittelte auf Grundlage von 199 Spielkritiken eine Gesamtwertung von 95 aus 100 Punkten über alle Plattformen hinweg und vergab das Label „mächtig“. 98 Prozent der Rezensenten würden dem Spiel ihre Empfehlung aussprechen. Elden Ring sei das bis dato beste Spiel aus dem Hause FromSoftware und eines der bisher höchstbewerteten Spiele. „Mit raffinierten, zugänglichen und befriedigenden Kämpfen in einer riesigen, wunderschönen und faszinierenden offenen Welt werden die Spieler eine Menge zu lieben wissen“, fasste OpenCritic die Testberichte zusammen. GameStar vergab die zweithöchste von der Zeitschrift jemals vergebene Bewertung.

### Spieler- und Verkaufszahlen
Auf Twitch verzeichnete Elden Ring den drittbesten Start aller Spiele auf der Livestreaming-Plattform, knapp hinter Cyberpunk 2077 und New World. Demnach hatte das Spiel in den ersten 24 Stunden nach Erscheinen fast 900.000 Zuschauer. Steam zählte nach Marktstart über 600.000 gleichzeitige Spieler der PC-Version.
In den ersten fünf Wochen nach Veröffentlichung verkaufte sich Elden Ring weltweit über 13,4 Millionen, bis Ende September 2022 über 17,5 Millionen Mal. Es ist das sich bisher am schnellsten verkaufende Bandai-Namco-Spiel. Es war das zweitmeistverkaufte Spiel des Jahres 2022 in den USA nach Call of Duty: Modern Warfare II und das zehntmeistverkaufte in Europa und Japan. Im September 2024 teilte Publisher Bandai Namco mit, dass mittlerweile 28,7 Millionen Kopien des Spiels verkauft wurden. Damit übersteigt Elden Ring die 27 Millionen vor dem Release von Elden Ring abgesetzten Verkäufe der gesamten Dark Souls Reihe.

### Auszeichnungen
Mit aktuell 324 Auszeichnungen ist Elden Ring das Computerspiel mit den bisher meisten Auszeichnungen.

#### Auswahl
- 2020: The Game Awards 2020 als „Meisterwartetes Spiel“[53]
- 2021: Golden Joystick Awards: als „Most Wanted Game“[54]
- 2021: The Game Awards 2021 als „Meisterwartetes Spiel“[53]
- 2022: Deutscher Computerspielpreis als „Bestes Internationales Spiel“[55]
- 2022:  Golden Joystick Awards: als „Bestes Visuelles Design“, „Bestes Mehrspieler-Spiel“, mit der Critics-Choice-Auszeichnung und als „Ultimatives Spiel des Jahres“
- 2022: The Game Awards 2022 als „Spiel des Jahres“[56] sowie „Beste Spiel-Direktion“, „Beste künstlerische Direktion“ und „Bestes Rollenspiel“[57]
- 2023: Nebula Award: für „Best Game Writing“[58]
- 2024: Golden Joystick Awards: Shadow of the Erdtree als „Best Game Expansion“[59]